# تخم‌مرغ اینستاگرام

عکس تخم‌مرغی که در اینستاگرام منتشر شده‌است.

تخم مرغ اینستاگرام تصویری از یک تخم مرغ است که توسط حساب کاربری world_record_egg@ در رسانه اجتماعی اینستاگرام تنها در عرض چند روز به یک پدیده‌ی جهانی و یک میم اینترنتی تبدیل شد. این تصویر رکورد بیشترین لایک در اینستاگرام را به‌دست آورد؛ اما به تازگی و بعد از قهرمانی تیم فوتبال آرژانتین در جام جهانی ۲۰۲۲  این رکورد توسط لیونل مسی، فوتبالیست معروف آرژانتینی، شکسته شد. حساب کاربری این صفحه با منتشر کردن عکس تخم مرغ گفت: آیا یک تخم مرغ می‌تواند رکورد لایک کایلی جنر را بشکند؟ مردم هم همکاری کردند و رکورد شکسته شد. کایلی جنر در جواب، یک پست را با شکستن تخم مرغ بر روی آسفالت منتشر کرد و همینطور بسیاری از افراد مشهور هم ابراز شادی کردند. هم اکنون پست مربوط به تخم مرغ با ۵۷/۸ میلیون لایک بعد از پست لیونل مسی در رتبه‌ی دوم قرار دارد. همچنین محبوب‌ترین پست آنلاین در تمام رسانه‌های اجتماعی تاریخ شد. مشخص شد که صاحب این حساب کریس گودفری، یک خلاق تبلیغاتی در هولو است.